# Kostel svaté Anny v Lateránu
Římskokatolický kostel svaté Anny v Lateránu (italsky Chiesa di Sant'Anna al Laterano) se nachází v římské čtvrti Monti na Via Merulana.

## Historie
Kostel patří kongregaci Dcer svaté Anny. V Lateránu je též jejich generální kurie. Postaven byl v 19. století a roku 1887 vysvěcen. Roku 1927 prošel rekonstrukcí. Uchovává ostatky zakladatelky kongregace, matky Anny Rosy Gattorno, která zemřela v přilehlém klášteře 6. května 1900.
Fasáda je v novorenesančním slohu. Interiér je jednolodní, ve stropě je velké podsvícení okno, které nahradilo fresku znázorňující Korunování Nejsvětější Panny Marie.
V době výstavby měl kostel sedm oltářů; hlavní oltář a na levé straně oltáře věnovány svatému Františku z Paoly, Panně Marii Lurdské a Salvátorovi; na pravé straně svatému Františku z Assisi, svaté Anně a sv. archandělovi Michaelovi.